# برومید

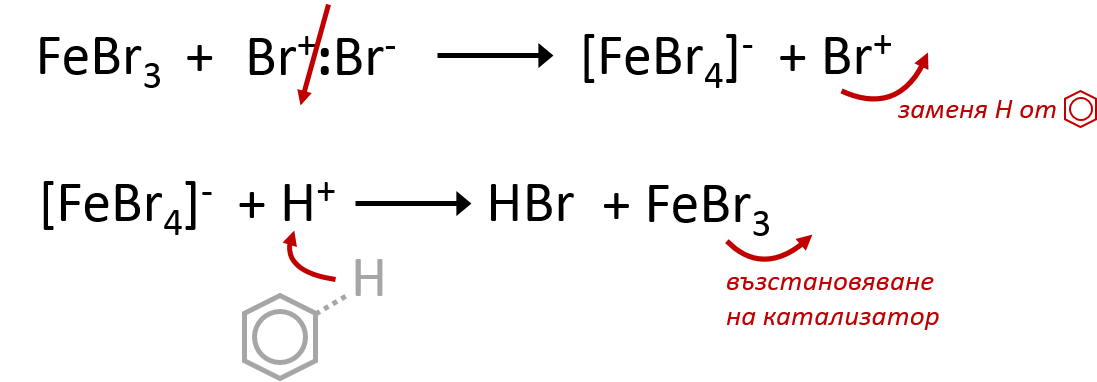
فرمول برومید

برومید (به انگلیسی: Bromide) با فرمول شیمیایی Br- یک ترکیب شیمیایی با شناسه پاب‌کم ۲۵۹ است. که جرم مولی آن ۷۹٫۹۰۴ g/mol می‌باشد. 